# Xinchang
Xinchang (新昌县,  Xīnchāng Xiàn) ist ein Kreis der bezirksfreien Stadt Shaoxing in der chinesischen Provinz Zhejiang. 

## Größe
Er hat eine Fläche von 1.214 km² und zählt 419.036 Einwohner (Stand: Zensus 2020). Ende 2017 betrug die Einwohnerzahl 435.857.

## Wirtschaftsdaten
Die in Xinchang investierten Staatsausgaben stiegen von 531,130 Mio. RMB (2004) auf 4.541,000 Mio. RMB (2017). Der Durchschnittslohn im Gebiet Xinchang lag nach einem stetigen Anstieg seit 2004 (19.107 RMB) zuletzt bei 36.356 RMB (Stand: 2010). Die Anzahl der Haushalte ist nach stetigem Anstieg seit 2006 von 2016 auf 2017 erstmals wieder auf 173.413 Haushalte zurückgegangen.

## Medien
Lokale Nachrichten aus und über Xinchang findet man unter Xinchang Daily.

## Sehenswürdigkeiten

### Dafo Tempel
Der Dafo Tempel (Xinchang) ist eine der Hauptattraktionen Xinchangs. Stadtnah gelegen bietet das Areal des Tempels eine größere grüne und felsige Parkanlage zum Spazieren. Etwas erhöht in einer Höhle ist ein großer liegender Buddha in den Fels gehauen. Daneben existiert im Park eine kleinere wohl sehr alte Höhle mit mehreren kleineren Buddha-Statuen sowie weitere Gebäude. Es wird berichtet, dass während der Kulturrevolution unter Mao zum Teil Kulturgüter (Statuen) in diesen Tempel verbracht und geschützt wurden.

### Chuanyan 19 Gipfel
Die Chuanyan 19 Gipfel befinden sich im Südwesten Xinchangs. Ein Teilbereich dieser 19 Gipfel lässt sich über ein Treppensystem emporsteigen und auf einem Aussichtspfad inklusive einer gläsernen Plattform am Fels entlangspazieren.